# Saint-Pierre-sur-Dropt
Saint-Pierre-sur-Dropt is een gemeente in het Franse departement Lot-et-Garonne (regio Nouvelle-Aquitaine) en telt 226 inwoners (1999). De plaats maakt deel uit van het arrondissement Marmande.

## Geografie
De oppervlakte van Saint-Pierre-sur-Dropt bedraagt 8,1 km², de bevolkingsdichtheid is 27,9 inwoners per km².
De onderstaande kaart toont de ligging van Saint-Pierre-sur-Dropt met de belangrijkste infrastructuur en aangrenzende gemeenten.

## Demografie
Onderstaande figuur toont het verloop van het inwonertal (bron: INSEE-tellingen).